# Phaistos

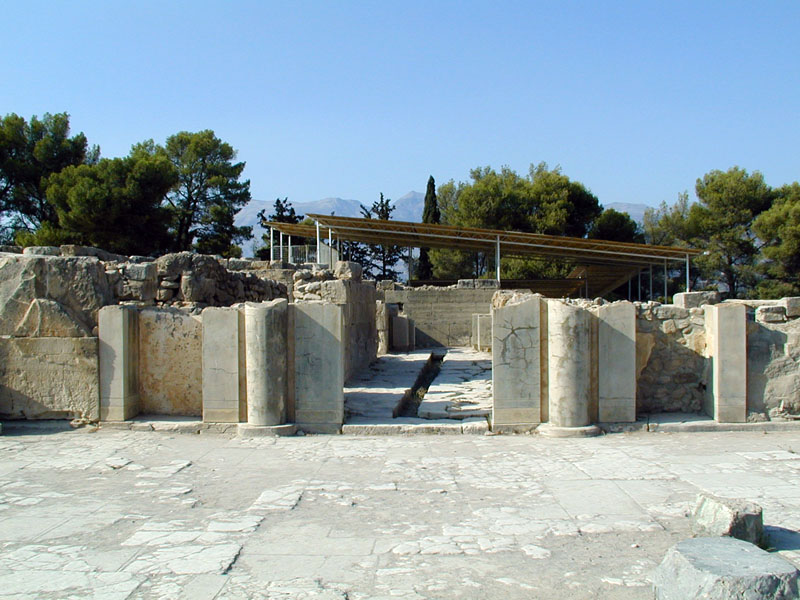
Ingang

Phaistos (ook: Phaestus, Grieks: Φαιστός, Phaistos, in het Modern Grieks als Festos uitgesproken en daarom soms ook zo getranslitereerd), is de naam van een belangrijke opgraving in de gemeente Faistos nabij Timbaki aan de zuidzijde op het eiland Kreta, vooral bekend vanwege een paleis uit de Minoïsche tijd. Het ligt in de gemeente Timbaki, op de Messaravlakte. In Phaistos werd de mysterieuze Schijf van Phaistos gevonden (nu in het Nationaal Museum van Iraklion). Sinds 2025 staat de archeologische site op de Unesco-Werelderfgoedlijst.
De opgraving van Phaistos is minder bekend (en veel rustiger) dan Knossos, en ligt in het zuiden van Kreta, op zes kilometer van de kust. Phaistos is ook kleiner dan Knossos en niet gerestaureerd of herbouwd. Vanwege de ligging op een heuvel is het uitzicht er bijzonder fraai. Het paleis zag uit over de eertijds dichtbevolkte vlakte van Messara. Eigenlijk gaat het hier om twee paleizen: het eerste werd verwoest tijdens een grote catastrofe ongeveer 1400 v.Chr. Waar het eerste paleis een koninklijke residentie was, werd het tweede de verblijfplaats van een onderkoning, en niet veel meer dan een administratief centrum.
In de klassieke periode lag er een nieuwe stad op de oude plaats, maar zeker in de Romeinse tijd werd die overvleugeld door Knossos en het nabijgelegen Gortys.
Akropolis van Athene · Oude stad Corfu · Historisch centrum met klooster van de Heilige Johannes "de Theoloog" en grot van de Apocalyps op het eiland Patmós · Tempel van Apollon Epikourios · Athos · Delos · Delphi · Heiligdom van Asklepios in Epidaurus · Vroeg-christelijke en byzantijnse monumenten in Thessaloniki · Kloosters van Dafni, Osios Loukas en Nea Moni · Meteora · Middeleeuwse stad Rhodos · Archeologisch Mycene en Tiryns · Archeologisch Mystras · Archeologisch Olympia · Pythagoreion en Heraion van Samos · Archeologische site van Aigai · Archeologische site van Philippi · Minoïsche paleiscentra: Knossos, Phaistos, Malia, Zakros, Zominthos, Kidonia